# Leo O'Connell
Pour les articles homonymes, voir O'Connell.
Leo Anthony O'Connell est un joueur américain de soccer né le 31 août 1883 à Saint-Louis et mort le 15 août 1934  dans la même ville.

## Biographie
Avec l'équipe locale de Saint-Louis la St. Rose Parish, il participe au tournoi olympique de football de 1904 en tant qu'ailier droit. L'équipe remporte la médaille de bronze à l'issue du tournoi. 
En dehors du terrain, il consacre toute sa carrière à l'entreprise familiale J. W. O'Connell Painting, prenant les rênes de la société en 1918 à la suite du décès de son père.